# Elena Cantacuzino
Elena Cantacuzino, född 1611, död 1687, var en rumänsk godsägare och adelsdam. 
Hon var dotter till adelsmannen Radu Șerban och utbildades i Wien. Hon gifte sig med marskalk Constantin Cantacuzino i Konstantinopel, och gav sina tolv barn en västerländsk uppfostran - många av sönerna studerade i Västeuropa. I Rumänien blev hon med sin make känd för sina byggnadsprojekt och reparationer av särskilt kyrkor och kloster. 1663 mördades hennes make i en kupp. Hon sände sina barn utomlands, tog hand om makens kvarlevor och försvarade familjens ägodelar. När Antonie din Popeşti kom till makten kom hon i en inflytelserik ställning, kunde få sina söner utnämnda till guvernörer och väcka en process mot makens mördare och få makens namn rentvått. Hon blev 1682 den första rumänska kvinna som skrev sitt testamente. Hon var mor till Șerban Cantacuzino.